# BE WITH YOU (GLAYの曲)
「BE WITH YOU」（ビー ウィズ ユー）は、GLAYの15枚目のシングル。

## 概要
- 前作「誘惑」、「SOUL LOVE」から7ヶ月ぶりの新曲となった。
- タイトル曲「BE WITH YOU」はフジテレビのドラマ『タブロイド』主題歌。
- 『うたばん』（1999年2月9日放送）によれば、この曲は西日本で人気があったという。
- UNLIMITED RECORDSで発売された最初のシングル(アルバム『pure soul』からプラチナム・レコードより移動)。なお、ポリドールとの契約自体は翌1999年にレーベルの販売権がポニーキャニオンに移行するまで継続していた。
- アートワークは特製パッケージ仕様。通常仕様より分厚く作られている。

## 収録曲
全編曲:GLAY、佐久間正英
1. BE WITH YOU
（作詞・作曲：TAKURO）
ミュージックビデオはニューヨークで撮影された。
アレンジでは色々な手法を試しすぎ、TAKUROが一度ボツにしかけた曲である。歌詞に関しては満足のいく出来だったらしく、当時「自身最高傑作」と語っている。これまでに、4枚のアルバムに収録され、5thアルバム『HEAVY GAUGE』にはアレンジ変更を含む別テイク、『DRIVE-GLAY complete BEST』にはボーカルとコーラスのミックスが異なるバージョンが収録されている。
2. 毒ロック
（作詞：HISASHI / 作曲：TAKURO）
3. ストロベリーシェイク〜It's dying It's not dying
  - ストロベリーシェイク
（作詞・作曲：JIRO）
  - It's dying It's not dying
（作詞・作曲：TAKURO）

1つのトラックに収められたメドレー楽曲。歌詞カードも別々に書かれている。前曲とサウンド上では繋がっている。「ストロベリーシェイク」はJIROのボーカル、作詞、作曲。「It's dying It's not dying」はTERUのメインボーカルとコーラスを含めて全員で合唱している。『rare collectives vol.1』ではトラック分けされ収録されている。
4. BE WITH YOU instrumental

## タイアップ
- フジテレビ系テレビドラマ『タブロイド』主題歌（#1）

## 収録アルバム
BE WITH YOU
- HEAVY GAUGE (アルバムバージョン)
- DRIVE-GLAY complete BEST (ミックス違いバージョン)
- -Ballad Best Singles- WHITE ROAD
- THE GREAT VACATION VOL.2 〜SUPER BEST OF GLAY〜
- HEAVY GAUGE Anthology (『HEAVY GAUGE』収録バージョンを基にしたリミックスバージョン)
- REVIEW II -BEST OF GLAY- (『HEAVY GAUGE Anthology』収録バージョン)
- DRIVE 1993〜2009 -GLAY complete BEST

毒ロック
- rare collectives vol.1
- HEAVY GAUGE Anthology (リミックスバージョン)

ストロベリーシェイク
- rare collectives vol.1
- HEAVY GAUGE Anthology (リミックスバージョン)

It's dying It's not dying
- rare collectives vol.1